# Deadlands
Deadlands è un gioco di ruolo che combina il genere western con l'horror e lo steampunk, scritto da Shane Lacy Hensley e pubblicato dalla Pinnacle Entertainment Group.
L'ambientazione ha vinto otto Origins Award ed è stata convertita in molti altri sistemi di gioco, ed è stata pubblicata oltre che con le sue regole originali e una loro revisione (Classic Rules e Revised Classic Rules), anche con i regolamenti d20 System, GURPS e Savage Worlds (Deadlands: Reloaded).

## Ambientazione
Il gioco è ambientato negli Stati Uniti alla fine del XIX secolo. L'anno canonico della prima edizione è il 1876. Un supplemento successivo, Tales o' Terror, avanza la ambientazione e il metaplot di un anno al 1877. La seconda edizione utilizza la versione aggiornata della storia del 1877 come punto di partenza canonico. Deadlands: Reloaded avanza l'anno di partenza canonico al 1879.
Le regole base prevedono il tipo di personaggi e situazioni che ci si può attendere in film del tipo di Wild West e nei racconti delle riviste pulp e si presume che la maggior parte dell'azione di gioco avvenga sulle frontiere selvagge del Far West o in città di frontiera come Tombstone o Dodge City. Comunque i supplementi successivi espandono l'ambientazione per includere il Profondo Sud, il Mississippi, il Messico e gli Stati Uniti Nord Orientali. Questi supplementi spesso fornirono avventure ambientate in aree urbane come New Orleans, New York o Boston.
La storia dell'ambientazione canonica, indicata come Weird West, a causa della sovrapposizione dell'ambientazione western con elementi horror e fantastici, è identica a quella del mondo reale, fino al 3 luglio 1863. In questa data un gruppo di nativi americani di varie tribù, guidati dallo sciamano sioux "Raven" ("Corvo"), eseguì una grande danza degli spiriti nel tentativo di scacciare i colonizzatori europei. Il rituale creò un condotto verso un reame spirituale abitato da potenti entità malefiche dette Reckoners e quindi gli eventi riguardanti e immediatamente successivi al rituale di Raven sono detti The Reckoning
I reckoner si nutrono di emozione negative, particolarmente della paura. Se il livello di paura della popolazione di un dato è sufficientemente alto i Reckoners possono cominciare ad alterare sottilmente l'ambiente di quel luogo: il sole è un po' meno brillante, gli alberi hanno un aspetto più stentato e "maligno", le formazioni rocciose assumono l'aspetto di cadaveri o mostri e così via. Con il crescere della paura aumentano i cambiamenti ambientali.
L'obiettivo finale dei Reckoner è di trasformare tutta la Terra in una landa malvagia e desolata - letteralmente un inferno sulla terra. Comunque i Reckoner non possono manifestarsi fisicamente sulla Terra fino a che il livello di paura dell'intero pianeta non aumenti a sufficienza. A questo fine usano i loro poteri per creare mostri, pazzi, zombie e altri malvagi che seminino paura e terrore in tutto il mondo.
Tutto ciò si manifestò per la prima volta il 4 luglio 1863, poco dopo la grande danza degli spiriti, quando sul sito della battaglia di Gettysburg i morti di entrambi gli eserciti si animarono e cominciarono ad attaccare indiscriminatamente civili e militari sopravvissuti. Da allora, pistoleri non morti, spiriti indiani ostili, strani culti e creature mortali hanno iniziato a terrorizzare il mondo. La guerra civile americana continua a trascinarsi grazie alle macchinazioni dei Reckoner e la nazione rimane divisa in Stati Uniti d'America e Stati Confederati d'America, mentre agenti federali e Texas Rangers lottano per sconfiggere minacce arcane cercando di nascondere l'orribile verità al pubblico. Movimenti sismici hanno sommerso in mare la maggior parte della California, creando una zona conosciuta come "The Great Maze" ("Il Grande Labirinto"). In questa zona i minatori hanno scoperto la "ghost rock" ("roccia fantasma"), un combustibile che brucia più a lungo e genera più calore del carbone. La ghost rock è la base per la tecnologia di Deadlands così come per pozioni alchemiche e materiali semi-magici.
Lo scatenarsi dei Reckoner ha avuto alcuni importanti effetti collaterali. La magia si è dimostrata reale, sebbene richieda di sfidare degli spiriti ultraterreni (manitou) ogni volta che viene usata. Questi stessi manitou possono possedere un corpo morto di recente e rianimarlo creando un Harrowed. Gli harrowed sono a loro volta sotto il controllo dello spirito (che sfrutta l'opportunità per spargere terrore) e alle volte sotto il controllo del deceduto. Il progresso scientifico avanza rapidamente supportato da progetti sperimentali dei Reckoner, che normalmente non funzionerebbero, e sta spingendo il livello tecnologico al livello di un'ambientazione steampunk.
I giocatori possono assumere il ruolo di diversi tipi di personaggi, mondani o arcani, inclusi pistoleri, uomini della legge (come sceriffi locali o federali), huckster (maghi), sciamani, uomini benedetti (di diverse fedi) e scienziati pazzi, nel tentativo di apprendere di più sul Reckoning e sui misteriosi esseri che ne sono la causa.

## Meccaniche di gioco
Il sistema di gioco originale di Deadlands possiede diverse meccaniche di gioco abbastanza inusuali e oltre ai tradizionali dadi utilizza estensivamente anche carte da gioco e gettoni da poker. Inoltre utilizza numerose espressioni gergali western, sia nelle descrizione delle regole, sia come nomi per gli elementi di gioco che aumentano l'immersione nell'atmosfera western. Per esempio il master è chiamato "marshall", il gruppo dei personaggio giocanti è la "posse", i dadi sono chiamati "bones". Le abilità dei personaggi sono determinate pescando carte da un mazzo da poker da 54 carte (inclusi i jolly). Le carte pescate determinato i Tratti (attributi).

### Risoluzione delle azioni
Il sistema di risoluzione delle azioni è simile a quello di Shadowrun. Un personaggio un quantitativo di dadi, il cui numero e tipo dipende dalla sua abilità nell'azione, per esempio se un personaggio ha 4d8 in sparare e fa fuoco con il fucile il giocatore tira 4 dadi a 8 facce, se i risultati dei dadi sono: 5, 6, 3, 6 il risultato finale della prova è 6. Ogni dado che ottiene il valore massimo viene ritirato e sommato a sé stesso, continuando a ritirare finché ottiene il valore massimo. I dadi vengono sommati solo a sé stessi (se si ottiene un asso e viene ritirato), non vengono sommati fra di loro.
Il risultato del tiro è risultato maggiore di un singolo dado, l'azione riesce se si supera la soglia di successo (target number) fissata dal master. Se la soglia viene superata di almeno cinque punti si ottiene un "rialzo" ("raise"), se la si supera di 10 punti "due rialzi" e così via. Maggiore il numero di rialzi, meglio è riuscita l'azione. Per esempio quando si attacca qualcuno i raise danno all'attaccante un maggior controllo sulla locazione in cui è stata colpito il bersaglio, mentre se si sta ricaricando un'arma da fuoco ogni rilancio permette di caricare una munizione in più con una singola azione.

### Lancio di incantesimi
Gli huckster (personaggi in grado di lanciare incantesimi) usano oltre ai dadi un mazzo di carte da gioco per lanciare i loro incantesimi ("hex"). Un tiro di abilità riuscito permette di pescare cinque o più carte, con le quali deve comporre la miglior mano di poker che gli è possibile. La forza della mano determina non solo se l'incantesimo è stato lanciato con successo, ma anche la forza dei suoi effetti. Questa meccanica viene giustificata "in gioco" affermando che l'huckter scommette letteralmente la sua anima e sanità mentale contro con uno spirito magico per fargli fare quanto desidera, una mano alta significa che l'huckster ha vinto e lo spirito lancia l'incantesimo come desdierato, una mano bassa è un fallimento. I jolly possono essere usati per migliorare le possibilità di una buona mano, ma il jolly nero significa che lo spirito fa qualcosa di dannoso all'huckster.
I personaggi benedetti usano la loro fede per invocare miarcoli — pregano il loro patrono perché la loro richiesta venga esaudita. Solitamente i miracoli sono di natura protrettrice o curativa, sebbene ce ne sia qualcuno per attaccare. La difficoltà di un dato miracolo (l'ammontare di fede richiesto dal patrono) può variare. Per esempio un prete che cerchi di curare una ferita di arma da fuoco allo stomaco necessiterà di una fede maggiore rispetto a quella che gli occorrerebbe per curare un braccio rotto. Sebbene il set di miracoli base sia predominitamente di tipo cristiano, i manuali aggiuntivi aggiungo miracoli di altre religioni, alcuni dei quali il cui uso non è permesso a personaggi cristiani.
Gli sciamani lanciano incantesimi stringendo patti con gli spiriti. Questo avviene in tre stadi, lo sciamano chiede un favore, quindi esegue un rituale che richiede l'esaudimento del favore richiesto e quindi la sua abilità viene testata dallo spirito. Se riesce sufficientemente in tutti e tre gli stadi il favore richiesto viene concesso.

### Mazzi azione
In ogni turno ciascun giocatore determina l'iniziativa del proprio personaggio con una prova abilità il cui risultato che gli permette di una carta, più una per ogni rialzo ottenuto, da un "mazzo azione" comune condiviso da tutti i personaggi. Il master fa lo stesso per i personaggi non giocanti, pescando da un proprio mazzo azione.
Il master chiama quindi in ordine le carta in ordine di valore decrescente, (Asso, Re, Donna, Dieci, ecc.) e ogni giocatore può dichiarare un'azione quando viene chiamata una carta che ha in mano. Inoltre per compiere alcune azioni (per esempio sparare con il fucile) occorre giocare più di una carta, in questo caso si dichiara l'azione giocando la prima carta e questa viene completata, ed ha effetto, quando viene giocata l'ultima carta, eventualmente nel round successivo. È possibile non dichiarare un'azione quando viene chiamata una carta che si ha in mano e trattenerla per giocarla più avanti (nel gergo di gioco "avere un asso nella manica")

### Gettoni fato
Oltre ai dadi e alle carte vengono utilizzati anche i gettoni del destino (fate chips), tipicamente gettoni da poker, sebbene a volte si usino pietre colorate o monete. Questi vengono pescati alla cieca da un cappello o da un altro contenitore all'inizio del gioco. Ogni giocatore ne pesca un certo numero secondo le azioni del suo personaggio e le decisioni del master. I gettoni del fato permettono di ottenere dadi bonus durante alcuni tiri o di recuperare la salute nei momenti critici. Anche il master può pescare gettoni per gli avversari dei personaggi.

### Esperienza
Alla fine della sessione di gioco i giocatori possono utilizzare i gettoni fato inutilizzati come punti bounty per migliorare tratti e attitudini (in modo quindi simile ai punti esperienza di altri giochi). Il master può anche assegnare punti bonus alla fine della sessione, come premio per aver raggiunto gli obbiettivi della missione o per un buon gioco di ruolo.
I master vengono anche incoraggiati a ricompensare immediatamente un buon gioco di ruolo. Durante la creazione del personaggio i personaggi possono scegliere degli svantaggi per i propri personaggi, quando un giocatore interpreta bene un suo svantaggio, il master può ricompensarlo immediatamente con un gettone fato.

## Storia editoriale
La Pinnacle Entertainment Group pubblicò la prima edizione del regolamento base (Classic Edition) di Deadlands nel 1996, seguita da una seconda edizione (Revised Edition) nel 1999. Nel 2001 pubblicò una edizione con un regolamento basato sul d20 System.
Nel 2001 La Pinnacle licenziò alla Steve Jackson Games l'ambientazione per una pubblicazione con il regolamento generico GURPS (che pubblicò un manuale base e diversi supplementi).
Nel supplemento A Fistul of Zombie per All Flesh Must Be Eaten sono state pubblicate note di conversione tra il regolamento di Deadlands e l'Unisystem
Nel maggio 2006, la Great White Games (nome temporaneamente assunto per alcuni anni dalla Pinnacle Entertainment Group) pubblicò una nuova edizione, Deadlands: Reloaded, basata sul regolamento generico Savage Worlds. Gli eventi dell'ambientazione canonica sono stati aggiornati al 1879 e include informazioni sugli eventi degli anni precedenti, così come nuove regole. Tra i cambiamenti più drastici alle regole base di Savage Worlds è il funzionamento della regola "The Way of the Brave" che rende i combattimenti più mortale e pericolosi e aumenta l'efficacia del combattimento in mischia. Questo regolamento inoltre aggiunge le regole per i gettoni fato al sistema Savage Worlds. Questo fu il primo regolamento della Great White Games privo di metaplot. La Great White Games ha suggerito che quattro campagne complete saranno pubblicate per Deadlands: Reloaded, ognuna incentrata su una regione diversa. Nel 2009 è stata pubblicata la prima di queste, The Flood. Ha anche annunciato che sia Hell on Earth, che Lost Colony saranno pubblicati con il sistema Savage Worlds, con Hell on Earth atteso per il 2011.

## Riconoscimenti
La linea di giochi Deadlands ha ricevuto i seguenti riconoscimenti:
- Origins Award nel 1996 a Deadlands come Best Role-playing Rules e come Best Graphic Presentation of a Role-playing Game, Adventure, or Supplement.[4]
- Origins Award nel 1997 a Deadlands: the Great Rail Wars come Best Science fictionor Fantasy Miniatures Rules e a Independence Day come Best Roleplaying Adventure of 1997.[5]
- Origins Award nel 1998 a Deadlands CCG per Best Graphic Presentation of a Card Game, a Hangin' Judge come Best Science fictionor Fantasy Figure Miniature, a Velocipede come Best Vehicle Miniature of 1998[6]
- Outie 2001 come Best Retread Honorable Mention.[7]
- Origins Award nel 2007 a Deadlands: Reloaded come Roleplaying Game Supplement[8]

## Giochi derivati
Il marchio "Weird West" viene usato per distinguere l'ambientazione primaria del gioco da varie altre ambientazioni e giochi derivati da essa:
- Deadlands:The Great Rail Wars — un wargame tridimensionale.
- Doomtown — un gioco di carte collezionabile. Furono anche pubblicati per il gioco di ruolo tre manuali basati sulla città in cui è ambientato il gioco di carte collezionabile, Doomtown or Bust!, The Black Circle (che descrive la città dopo gli eventi del gioco di carte collezionabile) e The Collegium (che descrive l'omonima fazione degli scienziati pazzi).
- Range Wars — un wargame che usa dischi di cartone al posto delle miniature. Questo è tanto uno spin-off di Doomtown quanto di Deadlands, e ne riutilizzava molte delle fazioni. Venne pubblicato il set baseDoomtown: Range Wars e una singola espansione, Ghost Creek. Materiale di questo gioco venne incorporato nel manualeBlack Circle.
- Deadlands: Hell on Earth — un gioco di ruolo ambientato in un possibile futuro del Weird West, in cui i Reckoner sono riusciti a trasformare la terra in un deserto infestato da spiriti. Comprende elementi del genere western, così come di narrativa post-apocaliptica nello stile della serie cinematografica di Mad Max e, naturalmente, di horror.
- Deadlands: Lost Colony — un gioco di ruolo ambientato nello stesso futuro di Deadlands: Hell on Earth, ma su un altro pianeta. In questo compaiono elementi di fantascienza, western, and horror elements.
- Savage Worlds — un regolamento generico di gioco di ruolo (con il quale è stata pubblicata l'edizione Reloaded di Deadlands) e regolamento per wargame tridimensionale derivato da The Great Rail Wars.

## Edizioni
Dati tratti da rpg.net

### Classic Edition
- Shane Lacy Hensley (1996). Deadlands: The Weird West Roleplaying Game. ISBN 1-889546-00-3. Manuale base.
- Matt Forbeck, Chris Snyder (1996). Independence Day. Avventura ambientata a Dodge City durante la festa del 4 di luglio.
- John Hopler, Angel Leigh McCoy (1996). Marshal Law. Schermo del master, comprende due avventure brevi.
- Shane Lacy Hensley, Hal Mangold (1996). Perdition's Daughter. Avventura natalizia.
- John Hopler, Robin D. Laws (1997). The Great Maze. Supplemento in scatola dedicato alla California e regole per artisti marziali.
- John Goff. Night Train (1997). Avventura ambientata su un treno, comprende uno scenario per il wargame tridimensionale The Great Rail Wars.
- Matt Forbeck (1997). Strange Bedfellows. Prima parte del crossover con Werewolf: The Wild West.
- Hal Mangold, John Wick (1998). Adios, A-Mi-Go!. Crossover Deadlands/Il Richiamo di Cthulhu.
- Lester Smith (1998). Book o' the Dead.
- Shane Lacy Hensley (1998). City o' Gloom. Box in scatola con manuale dedicato a Salt Lake City, uno dedicato a dispositivi per aumentare le potenzialità del corpo umano e uno con nuovi hex per gli huckster.
- John Goff (1998). Fire and Brimstone. Supplemento per personaggi benedetti di varie religioni.
- Timothy B. Brown (1998). The Forbidden God. Avventura
- Paul Beakley (1998). Ghost Dancers. Supplemento per sciamani.
- Matt Forbeck (1998). Ground Zero. Avventura finale del crossover con Werewolf: The Wild West.
- John Goff (1998). Hucksters & Hexes
- Steven S. Long (1998). Law Dog. Supplemento sui rappresentanti della legge, Texas Rangers, sceriffi, agenti della Pinkerton, ecc.
- Paul Beakley, Matt Forbeck, John Goff (1998). Lost Angels.
- Rick Dakan, Jack Emmert (1999). Back East: The North.
- Kenneth Hite, Steven S. Long, Christopher McGlothlin (1999). Back East: The South
- Lee Garvin (1999). Bloody Ol' Muddy
- John Goff, Tony Lee, Hal Mangold, Lisa Smedman, Joseph Wolf (1999). Boomtowns!. Edizione in scatola con manuale di 64 pagine per creare Boomtowns, miniature in cartoncino e minimappe della città.
- Hal Mangold (1999). Canyon o' Doom. Modulo di avventura
- Rob Vaux (1999). Doomtown or Bust!. Descrizione per il gioco di ruolo dell'ambientazione usata per il gioco di carte collezionabile Doomtown
- Charles Ryan (1999). Marshal's Log. Schede per registrare i dati di personaggi giocanti e non giocanti, città ed avversari.
- Shane Lacy Hensley, John Hopler (1997). The Quick & The Dead. Supplemento che dettaglia l'ambientazione.
- Tim Beach, Scott Beattie, Cyrille Bordeaux, et al (1998). Rascals, Varmints & Critters. Raccolta di mostri.
- John Goff (1998). River o' Blood. Set in scatola, un manuale che dettaglia il Mississippi, un'avventura e regole per il voodoo.
- Matt Forbeck (1998). Savage passage. Seconda parte del crossover con Werewolf: The Wild West.
- John Hopler (1997). Smith & Robards. Raccolta di gizmo per gli scienziati.
- Steven S. Long (1999). South o' the Border. Sourcebook sul Messico.
- Shane Lacy Hensley, John Hopler, Steven S. Long, Christopher McGlothlin (1998). Tales o' Terror: 1877. Approfondimento sull'ambientazione

### Revised Edition
- Shane Lacy Hensley (1999). Deadlands: Weird West Player's Guide.
- Shane Lacy Hensley (1999). Deadlands: Marshal's Handbook.
- Lester Smith (1999). Skinners.
- John Goff (1999). Worms!.
- John Goff (2000). Agency: Men in Black Dusters. Sourcebook sui servizi segreti.
- John Goff (2000). The Black Circle: Unholy Alliance.
- John Goff (2000). The Collegium. Sourcebook sul collegium.
- Lucien Soulban (2000). Ghost Busters.
- John Goff (2000). Hexarcana.
- John Goff (2000). Rascals, Varmints & Critters 2: The Book of Curses.
- Christopher McGlothlin. (2001). Dead Presidents.
- Christopher McGlothlin (2001). Lone Stars: The Texas Rangers.
- Anthony Ragan (2001). Rain o' Terror.
- Aaron Rosenberg (2002). The Great Weird North .

### Deadlands: Hell on Earth
Ambientazione alternativa in un 2094 postapocalittico, in cui la causa della comparsa dei Reckoners è una guerra mondiale e i conseguenti bombardamenti.
- Shane Lacy Hensley (1998). Deadlands: Hell On Earth. Manuale base.
- Shane Lacy Hensley, John Hopler (1998). The Wasted West. Manuale che descrive l'ambietazione
- Shane Lacy Hensley, Steven S. Long (1998). Brainburners.
- Rick Dakan, Jack Emmert, Bill King (1998). Children o' the Atom.
- John Hopler (1998). Deadlands: Hell on Earth Radiation Screen.
- John Hopler (1998). The Junkman Cometh.
- Shane Lacy Hensley (1998). The Last Crusader. Supplemento sul gruppo dei templari.
- John Hopler (1998). Road Warriors.
- Shane Lacy Hensley, Charles Ryan, (1998). Toxic Tales
- John Hopler (2000). Spirit Warriors.
- John Hopler, Jay Kyle, Jason Nichols (2000). Waste Warriors

### Deadlands: Hell on Earth (Revised edition)
- John Hopler (1999). Cyborgs
- John Hopler, Robin D. Laws, Charles Ryan, Paul Sudlow, Rob Vaux, Joseph Wolf (1999). Monsters, Muties & Misfits.
- Shane Lacy Hensley (2002). The Unity.

### Lost Colony
- John Hopler (2002). Deadlands: Lost Colony.
- John Hopler (2003). The Lost Colony Companion.

### Deadlands d20 System
- John Goff, Shane Lacy Hensley, John Hopler (2001). Deadlands: d20. ISBN 1-930855-33-8
- Christopher McGlothin (a cura di) (2001). Horrors o' the Weird West. ISBN 1-930855-34-6
- Fred Jandt (2001). Way of the Brave. ISBN 1-930855-50-8.
- Fred Jandt (2001). The Way of the Dead. ISBN 1-930855-48-6
- Steven S. Long (2001). The Way of the Gun. ISBN 1-930855-43-5
- John Goff (2001). The Way of the Huckster. ISBN 3085551417
- Lucien Soulban (2002). The Way of the New Science. ISBN 1-930855-44-3
- Fred Jandt (2002). The Way of the Righteous. ISBN 1-930855-54-0

### Deadlands GURPS
Pubblicati dalla Steve Jackson Games su licenza della Pinnacle Entertainment Group:
- Shane Lacy Hensley (2001). GURPS Deadlands: Weird West. ISBN 1-889546-01-1.
- Michael Suileabhain-Wilson (2002). GURPS Deadlands: Hexes. ISBN 1-55634-016-8.
- Michael Suileabhain-Wilson (2003). GURPS Deadlands: Varmints. ISBN 1-55634-608-5.
- Micah Jackson (2001). GURPS Deadlands Dime Novel 1 - Aces and Eights. ISBN 1-55634-541-0.
- Paul Rickert (2001). GURPS Deadlands Dime Novel 2 - Wanted: Undead or Alive. ISBN 1-55634-567-4.

### Deadlands Reloaded
- B.D. Flory, Shane Lacy Hensley (2006). Deadlands: Reloaded!. ISBN 0-9763601-6-0
- Sean Michael Fish (2008). Deadlands: Coffin Rock
- Matthew Cutter, Shane Lacy Hensley (2009). Deadlands: The Flood, Plot Point Campaign
- Matt Cutter (2009). Deadlands: Marshal's Screen con l'avventura Murder on the Hellstromme Express
- John Goff (2009). Deadlands: Don't Drink the Water
- Paul "Wiggy" Wade-Williams (2010). Deadlands: Saddle Sore
- Matthew Cutter (2010). Deadlands Trail Guide: South o' the Border
- B.D. Flory, Shane Lacy Hensley (2010). Deadlands Player's Guide
- Shane Lacy Hensley (2010). Deadlands: Reloaded Marshal's Handbook
- John Goff (2010). Deadlands: For Whom the Whistle Blows (Night Train 2)
- Matthew Cutter (2010). Deadlands Trail Guide: The Great Northwest
- Tony Lee, John Hopler, Matthew Cutter, Shane Lacy Hensley (2011). Deadlands: The 1880 Smith & Robards Catalog